# ラジャーイー・アーイド
ラジャーイー・アーイド（アラビア語: رجائي عايد、Rajaei AyedまたはRajae'ei Ayed、Raja'i Ayed、1993年7月25日 - ）は、ヨルダンのプロサッカー選手。ラーチャブリーFC所属、ポジションはMF。ヨルダン代表、U-23同代表。
日本語ではラジャイ・アイド、ラジャーイ・アイードと表記されることがある。

## 来歴

### クラブ
アル・ワフダートでは、AFCカップ2015に出場。

### 代表
AFC U-19選手権2012出場、キャプテンをつとめる。
西アジアサッカー選手権2014に出場。
AFCアジアカップ2015では代表メンバー入りしたが、出場はなかった。